# Villiers-le-Bel
Villiers-le-Bel è un comune francese di 27 250 abitanti situato a circa venti chilometri a nord di Parigi, nel dipartimento della Val-d'Oise nella regione dell'Île-de-France.
La chiesa principale è un edificio gotico del XIII secolo.

## Società

### Evoluzione demografica
Abitanti censiti